# Chiesa di San Siro (Castelletto Monferrato)
La chiesa di San Siro è la parrocchiale di Castelletto Monferrato, in provincia di Alessandria e diocesi di Casale Monferrato; fa parte dell'unità pastorale Santissimo Salvatore.

## Storia

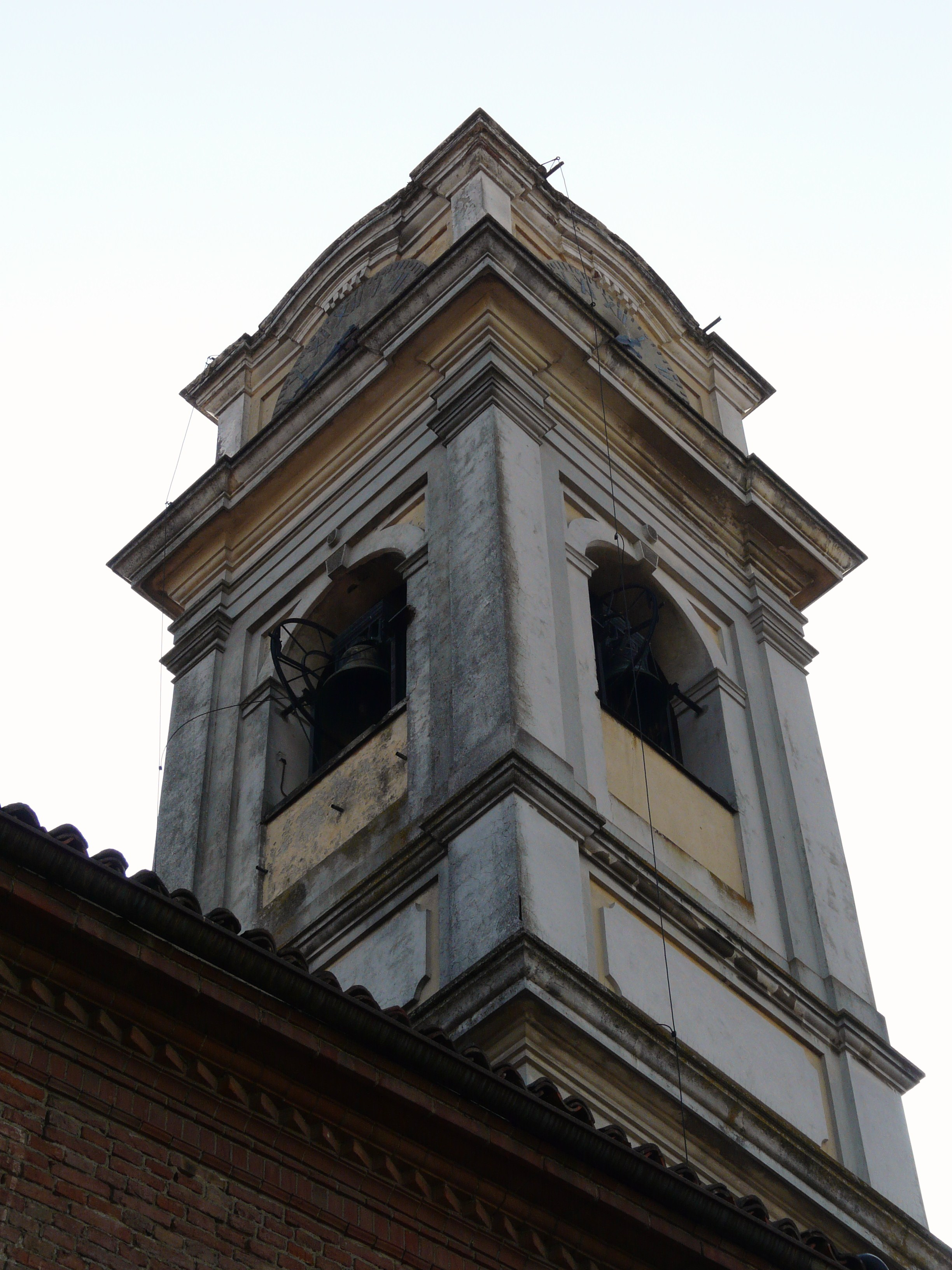
Il campanile

La prima citazione di una chiesa a Castelletto Monferrato risale al 1460; questa chiesa dipendeva dal priorato di Sant'Andrea di San Salvatore Monferrato dei monaci agostiniani.

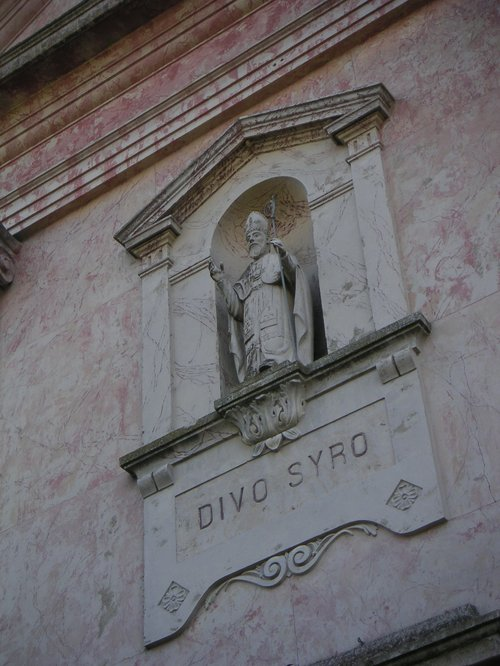
La statua posta nella facciata

Questo edificio fu ridedicato nel 1535 a San Siro per ricordare una chiesa di San Salvatore Monferrato intitolata al santo e divenne parrocchiale nel XVII secolo.
La chiesa fu ricostruita nel 1714 e poi subì un rifacimento nel 1771, per poi venir benedetta nel 1781; anche il campanile risale al Settecento.
Nel 1805 la chiesa passò dalla diocesi di Pavia a quella di Alessandria, per poi essere aggregata l'anno successivo a quella di Casale Monferrato.
L'attuale facciata venne edificata nel 1928 dal capomastro Giuseppe Iberti e dallo stuccatore Virgilio Raiteri.
Nel 1990 fu rifatto il pavimento e la parrocchiale ristrutturata; poté essere riaperta al culto il 14 aprile 1991.

## Descrizione
La facciata della chiesa, che è in cemento decorato a finto marmo, è in stile ionico e presenta, all'interno d'una nicchia, una statua il cui soggetto è San Siro.
Opere di pregio conservate all'interno della chiesa sono l'altare maggiore e la balaustra, di fattura settecentesca e in marmo policromi, l'ottocentesca pala ritraente i santi Sebastiano, Caterina di Alessandria e Rocco, eseguita da mano ignota e collocata sul neoclassico altare laterale del Sacro Cuore, le statue del Cristo morto, scolpita sul finire dell'Ottocento, e della Beata Vergine Maria, il Crocefisso e i tondi in stucco recanti le raffigurazioni dei Misteri del Rosario.